# (2154) Underhill
Pour les articles homonymes, voir Underhill (homonymie).
(2154) Underhill est un astéroïde de la ceinture principale.

## Description
(2154) Underhill est un astéroïde de la ceinture principale. Il fut découvert le 24 septembre 1960 à l'Observatoire Palomar par Cornelis Johannes van Houten, Ingrid van Houten-Groeneveld et Tom Gehrels. Il présente une orbite caractérisée par un demi-grand axe de 2,64 UA, une excentricité de 0,12 et une inclinaison de 7,7° par rapport à l'écliptique.

## Compléments